# Popeliuhî, Murovani Kurîlivți
Popeliuhî (în ucraineană Попелюхи) este localitatea de reședință a comunei Popeliuhî din raionul Murovani Kurîlivți, regiunea Vinnița, Ucraina.

## Demografie
Componența lingvistică a localității Popeliuhî
     Ucraineană (98,34%)
     Rusă (1,19%)
     Alte limbi (0,48%)
Conform recensământului din 2001, majoritatea populației localității Popeliuhî era vorbitoare de ucraineană (98,34%), existând în minoritate și vorbitori de rusă (1,19%).